# Bikini

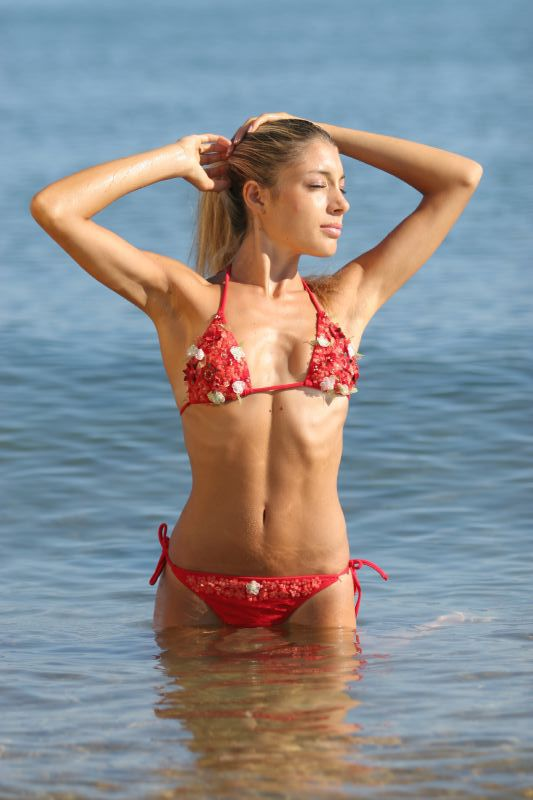
Donna in bikini

Il bikini (AFI: /biˈkini/), in italiano anche bichini, è un costume da bagno femminile a due pezzi, che lascia la pancia scoperta. Il pezzo superiore, simile a un reggiseno, copre il seno e una parte del busto o della schiena, mentre il pezzo inferiore è simile a una mutanda, che copre il pube, i genitali e una parte più o meno ampia dei glutei. Le dimensioni della parte superiore e/o inferiore possono variare, dai bikini che offrono una copertura completa del seno, del bacino e dei glutei, a modelli più rivelatori con un perizoma o tanga che espone i glutei, e una parte superiore che copre solo le zone dei capezzoli (areole). 
Oggi il bikini viene indossato anche in molti concorsi di bellezza femminili o come abbigliamento sportivo in sport come il culturismo femminile e il beach volley. Inizialmente, il bikini era considerato un abbigliamento controverso a causa del suo design rivelatore, ma ha gradualmente guadagnato un'ampia accettazione nella società, venendo riconosciuto come un simbolo di libertà individuale e di espressione, seduzione, femminismo ed emancipazione della donna.
Creato nel luglio 1946 dal francese Louis Réard, alla sua prima apparizione il bikini fece sì scalpore, per poi divenire un abito cult nella storia della moda e nella cultura popolare; basti pensare all'iconico costume di Marilyn Monroe nello scatto del 1946, o al modello indossato da Ursula Andress in Agente 007 - Licenza di uccidere, in cui l'attrice usciva dall'acqua con un bikini e un coltello nello slip.

## Storia

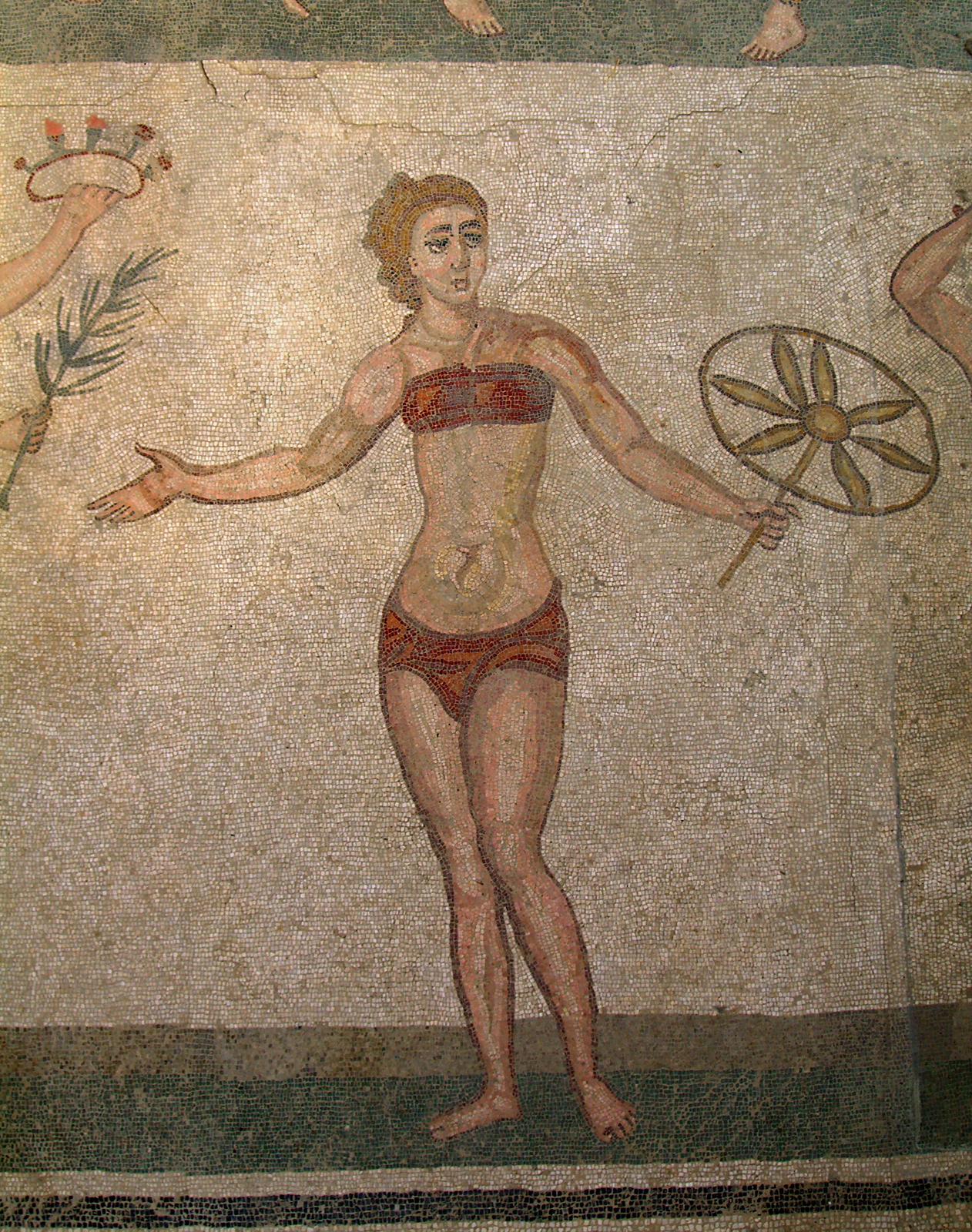
Donna in bikini, dai mosaici romani di Villa del Casale, a Piazza Armerina

Costumi a due pezzi, chiamati subligaculum e strophium (la fascia per il seno), erano indossati già nell'antichità, come risulta dal ritrovamento di urne, affreschi e mosaici di epoca greca e romana (i più antichi risalgono addirittura al 1400 a.C.).

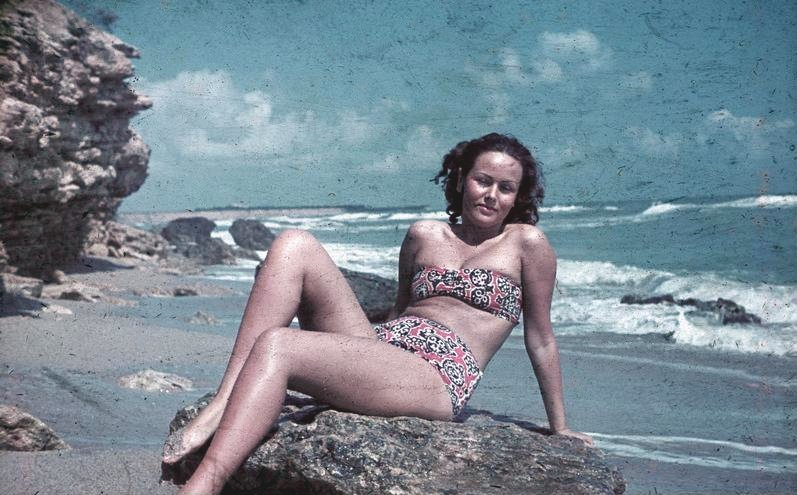
Ragazza sul Mar Nero nel 1941 con indosso un anticipatore del bikini

In età contemporanea, i primi costumi da bagno a due pezzi, che scoprivano parte della pancia lasciando coperto l'ombelico, comparvero nel 1935. Le ragazze ebree ricoverate nei Transit Displaced Persons Camp del Sud Italia confezionano e indossano normalmente i due pezzi già prima del 1946 anno del lancio commerciale del bikini.
Il bikini moderno è stato inventato dal sarto francese Louis Réard a Parigi nel 1946 (introdotto ufficialmente il 5 luglio). Il nome richiama l'atollo di Bikini nelle Isole Marshall, nel quale negli stessi anni gli Stati Uniti conducevano esperimenti nucleari: Reard riteneva che l'introduzione del nuovo tipo di costume avrebbe avuto effetti esplosivi e dirompenti. Il modello di Reard rifiniva il lavoro di Jacques Heim che, due mesi prima, aveva introdotto l'Atome (così chiamato a causa delle sue dimensioni ridotte), pubblicizzato come il costume da bagno più piccolo al mondo. Reard rese l'Atome ancora più piccolo, ma non riuscì inizialmente a trovare una modella che osasse indossarlo. Finì quindi per ingaggiare come modella Micheline Bernardini, spogliarellista del Casino de Paris.

## Bikini nella cultura moderna
Negli Stati Uniti il bikini non fu accolto favorevolmente e ci vollero quindici anni perché venisse accettato. Nel 1950 il nuovo costume fu criticato da Fred Cole, noto produttore statunitense di costumi da bagno. Nel 1951 i bikini furono proibiti al concorso per Miss Mondo. Negli anni cinquanta il bikini in spiaggia fu vietato in Italia, Spagna, Portogallo e anche nella costa atlantica della Francia e in diversi stati degli USA, ma le foto di Brigitte Bardot in bikini riprese nel 1953 su una spiaggia di Cannes resero popolare il costume in Costa Azzurra. Nel 1958, il bikini di Brigitte Bardot nel film Piace a troppi cominciò a creare un mercato per il costume negli USA, e nel 1960 la canzone di Brian Hyland Itsy Bitsy Teenie Weenie Yellow Polka Dot Bikini diede l'avvio a una corsa all'acquisto del bikini. Nel 1963 il film Vacanze sulla spiaggia, con Annette Funicello (enfaticamente in costume due pezzi non bikini, dietro espressa richiesta di Walt Disney) e Frankie Avalon fu il primo di una serie di film che resero il costume un'icona della cultura pop. Nel 1964 la rivista Sports Illustrated pubblicò in copertina la foto di una modella in bikini, legittimando il costume presso il grande pubblico statunitense. Dalla metà degli anni sessanta, grazie al cinema e alle riviste che cominciarono a pubblicare foto di famose attrici in bikini, il costume divenne popolare e cominciò a diffondersi in tutti i paesi occidentali.

## Evoluzione del bikini
In epoca recente, il termine monokini è stato utilizzato con riferimento ad abbigliamento da bagno topless femminile; laddove il bikini ha due pezzi, il monokini è costituito dal solo pezzo inferiore. Dove il monokini è comunemente utilizzato, spesso con un motto di spirito si definisce bikini a un abbigliamento composto di due elementi: un monokini e un cappello. Il termine monokini è stato coniato da Rudi Gernreich.
Un tankini è un costume da bagno che consta di un top maggiormente coprente di quello di un comune bikini (tank top) e di un pezzo inferiore da bikini. Uno string bikini è una versione alternative, meno coprente, in cui i pezzi inferiore e superiore si riducono a triangoli di tessuto tenuti insieme da lacci.
La parte inferiore del bikini si è ulteriormente ridotta negli anni settanta con l'introduzione del tanga brasiliano, la cui parte posteriore è così ridotta da scomparire tra le natiche. In generale, in epoca recente i bikini sono diventati più ridotti. Questo trend cominciò con il pezzo superiore; ridotto quest'ultimo al punto da coprire a malapena il seno, l'attenzione degli stilisti si rivolse al pezzo inferiore.

### Trikini
Il termine è stato coniato nel 1967 per indicare un bikini abbinato a uno short, top o pareo. Oggi con trikini si indica un particolare tipo di bikini in cui i due pezzi (reggiseno e slip) sono congiunti nel lato anteriore da un lembo di stoffa più o meno ampio.

## Presenza nei media

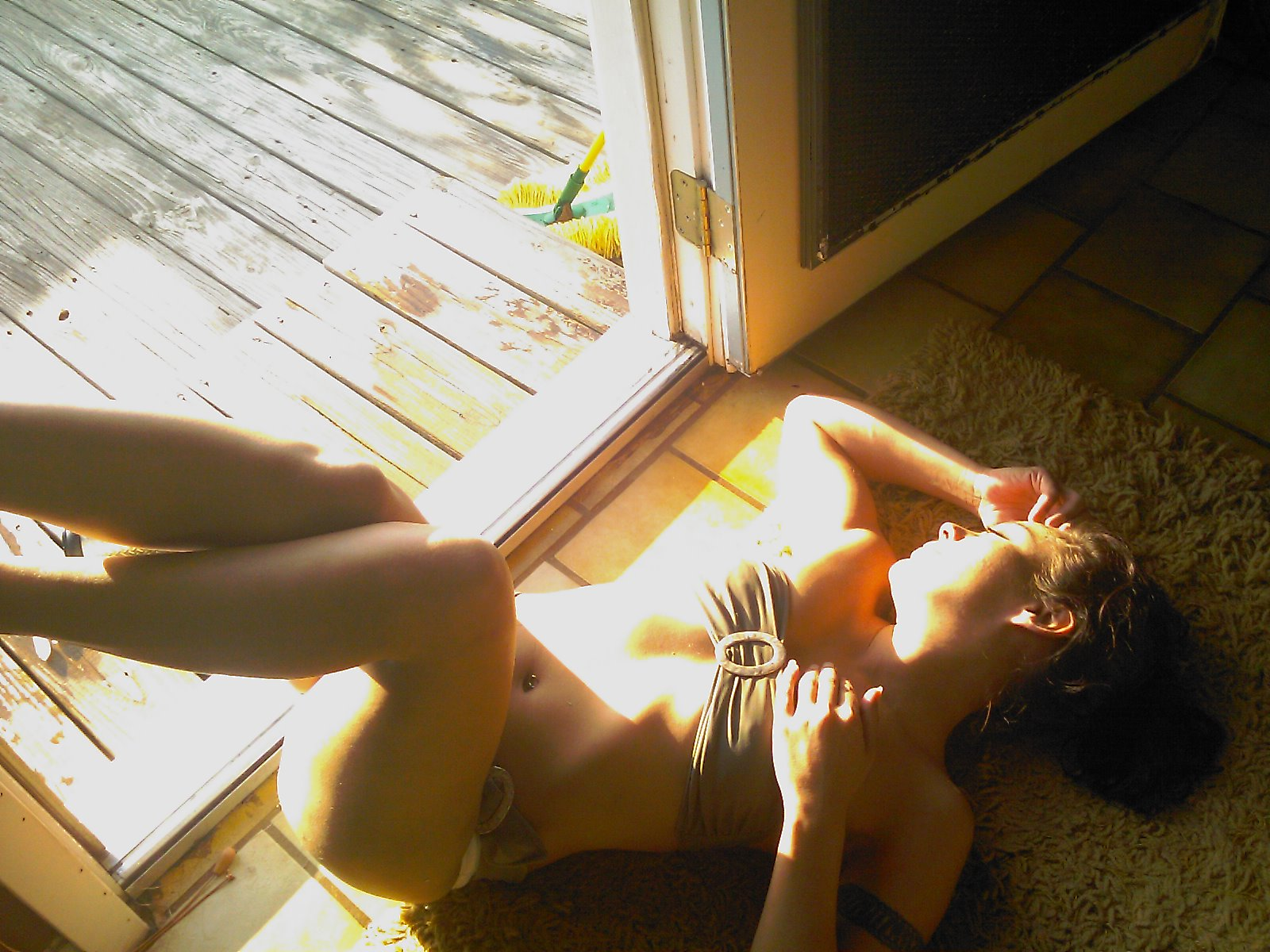
È comune per le donne indossare un bikini per prendere l'abbronzatura

L'evidente sex appeal del bikini ne ha fatto un ingrediente di successo di innumerevoli film e telefilm dal momento in cui esso fu ritenuto accettabile per il pubblico pudore. Un esempio è dato dai beach party film degli anni sessanta, o da serie tv come Baywatch.
Alcune icone del bikini nel cinema sono Ursula Andress nei panni della Bond girl Honey Ryder in Agente 007 - Licenza di uccidere (1962), Raquel Welch eroina preistorica nel film Un milione di anni fa (One Million Years B.C.) del 1966, Phoebe Cates in Fuori di testa (Fast Times at Ridgemont High) del 1982, Carrie Fisher in Il ritorno dello Jedi del 1983, Jessica Simpson in Hazzard (Duke of Hazzard) del 2005, Kate Upton in Tutte contro lui - The Other Woman del 2014, Rebecca Ferguson in Mission: Impossible - Rogue Nation del 2015.
Una variante del bikini che ha una certa popolarità nella letteratura fantasy è costituita di metallo, per assolvere (in teoria) la funzione di armatura. Spesso il costume di diverse eroine dei fumetti assume la foggia del bikini. Un esempio è dato da Elektra o Emma Frost della Marvel Comics.